# Sporisorium heteropogonicola
Sporisorium heteropogonicola är en svampart som först beskrevs av Mundk. & Thirum., och fick sitt nu gällande namn av Vánky 1997. Sporisorium heteropogonicola ingår i släktet Sporisorium och familjen Ustilaginaceae.   Inga underarter finns listade i Catalogue of Life.